# Athis inca

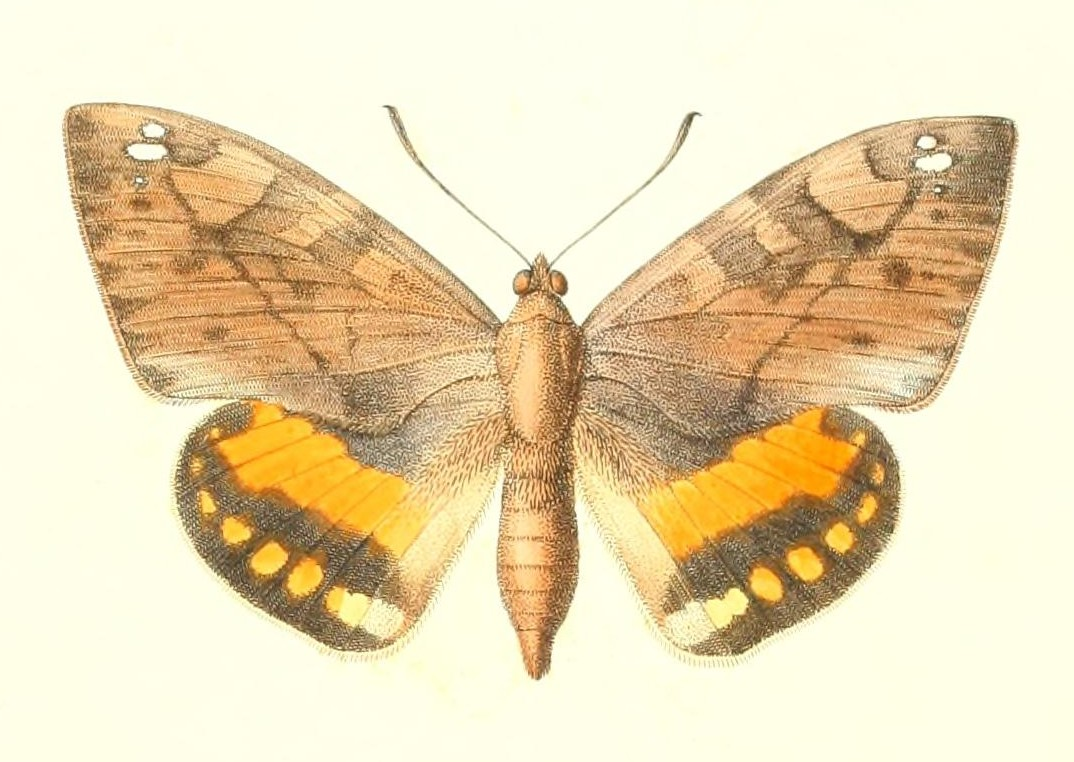
Représentation de 1856.

Espèce
Synonymes
- Castnia inca Walker, 1854
- Castnia briareus Houbbert, 1917

Athis inca est une espèce de lépidoptères de la famille des Castniidae.

## Répartition
Cette espèce vit du Mexique au Costa Rica.

## Sous-espèces
- Athis inca inca (Honduras)
- Athis inca briareus (Houlbert, 1917) (Mexique)
- Athis inca dincadu (Miller, 1972) (Panamá)
- Athis inca orizabensis (Strand, 1913) (Veracruz (Mexique))